# 小行星13956
小行星13956（13956 Banks）是一颗绕太阳运转的小行星，为主小行星带小行星。该小行星于1990年11月15日发现。

## 轨道参数
小行星13956的轨道半长轴为2.5276234 UA，离心率为0.117。